# Thinzar Shunlei Yi

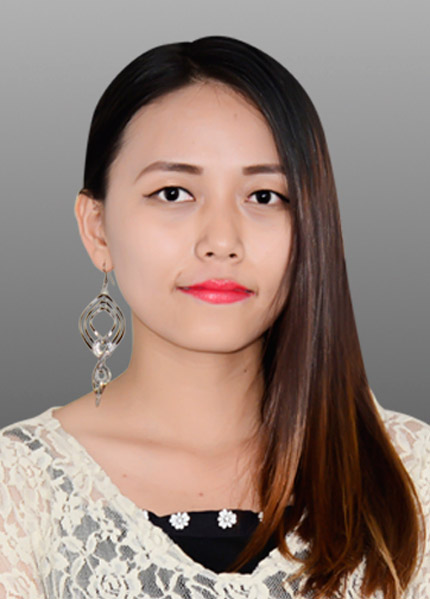
Thinzar Shunlei Yi, ca. 2016.

Thinzar Shunlei Yi (auch: Thinzar Shun Lei Yi, birmanisch သဉ္ဇာရွှန်းလဲ့ရည်, sanyjar shwann lae rai; geb. 14. November 1991) ist eine burmesische Pro-Demokratie-Aktivistin und Fernseh-Moderatorin. Nach dem Militärputsch in Myanmar 2021, half sie Massenproteste gegen Tatmadaw (တပ်မတော်, Myanmars Militär) zu organisieren. Sie wurde in Sagaing in eine Militärfamilie geboren und machte ursprünglich eine Ausbildung als Highschool-Lehrerin. Sie graduierte 2013 an der Yangon University of Education. Zwischen 2012 und 2016 war Thinzar Shunlei Yi war Thinzar Shunlei Yi in Führungspositionen mehrerer Jugendorganisationen politisch aktiv und wurde später Fernsehmoderatorin bei Under 30 Dialogue, einem jugendorientierten Fernsehprogramm. 2018 wurde sie wegen unrechtmäßiger Proteste gegen den Völkermord an den Rohingya angeklagt und 2020 verurteilt. Nachdem sie im Zuge des Staatsstreichs 2021 Proteste gegen die Tatmadaw organisiert hatte, floh sie in den Dschungel und schloss sich kurzzeitig einer bewaffneten Rebellengruppe an. Seit 2022 lebt sie im Exil in Thailand und leitet die Kampagne #Sisters2Sisters gegen sexuelle Gewalt in Kriegszeiten. Sie hat den Magnitsky Human Rights Award sowie weitere Auszeichnungen von Women of the Future, der Obama Foundation und dem US-Außenministerium erhalten.

## Leben

### Jugend und Ausbildung
Thinzar Shunlei Yi wurde in einer Kaserne geboren. Am 14. November 1991 kam sie in Sagaing, Myanmar, zur Welt. Ihe Mutter war eine Christin aus dem Kachin-Staat und ihr Vater ein burmesischer Buddhist, der als Captain in der Armee diente. Sie ist die älteste von drei Kindern. Als Tochter einer Militärfamilie verbrachte sie die ersten sechzehn Jahre ihres Lebens fast ausschließlich auf Militärstützpunkten. Thinzar Shunlei Yi zufolge fühlte sich ihre Familie „den anderen Menschen“ außerhalb der Gelände oder mit einem niedrigeren militärischen Rang als ihr Vater überlegen und genoss deren Ehrerbietung. Umgekehrt wurde von ihrer Familie Respekt vor Soldaten mit einem höheren militärischen Rang und deren Familien erwartet. Da sie den Großteil ihrer Ausbildung an Militärgymnasien und buddhistischen Bamar-Instituten erhielt, unterstützte sie schon als Kind die Tatmadaw und ihr wurde beigebracht, Aung San Suu Kyi zu „verachten“. In der Highschool erlebte sie die Safran-Revolution und das darauf folgende rigorose Vorgehen der Regierung und begann, das Militärregime zu „hassen“. Ihre Familie verbot ihr, an irgendwelchen Protesten teilzunehmen. Als Teenager wurde sie von einem Privatlehrer sexuell missbraucht. Sie litt an Depressionen und schrieb den Vorfall dem Karma für Taten in einem früheren Leben zu. Ihre Familie zog alle zwei Jahre um, lebte unter anderem in Rakhaing und in Mon und ließ sich schließlich zwischen 2007 und 2010 in Rangun nieder.
Sie ging an die Yangon University of Education, und machte eine Ausbildung zur Highschool-Lehrerin. Dort wurde sie während eines ihrer Vorträge über Wählerbildung von einem Lehrer von der Bühne gedrängt. Dieser Vorfall inspirierte sie später zu ihrem politischen Engagement. Sie schloss ihr Studium 2013 mit einem Bachelor of Education (B.Ed.) ab, und arbeitete als Lehrerin.

## Aktivismus

### Bis 2021

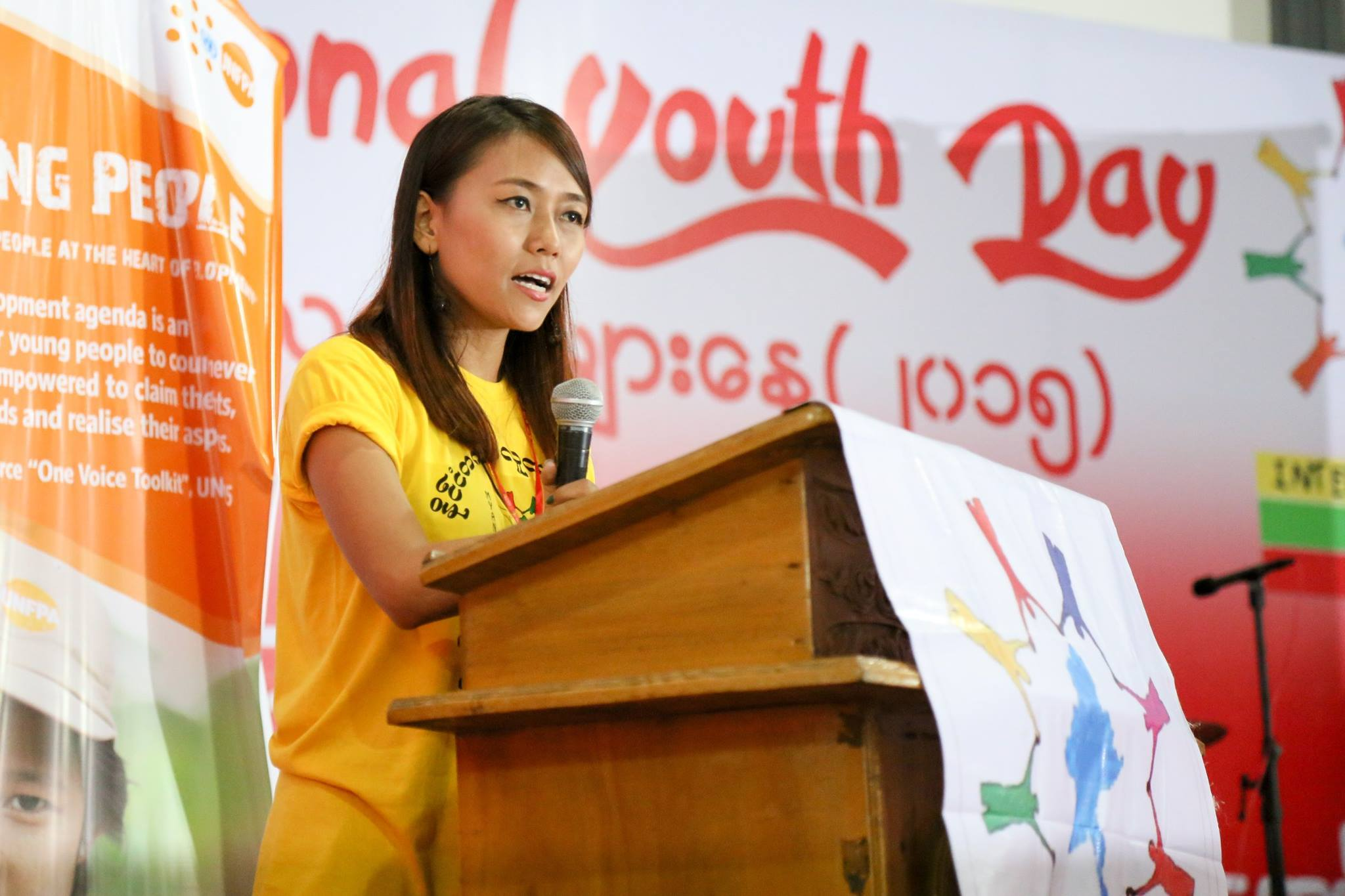
Thinzar Shunlei Yi bei einer Veranstaltung zum Internationalen Tag der Jugend

In Yangon erlebte Thinzar Shunlei Yi einen ideologischen Wandel. Sie unterstützte das Militär weniger, nachdem sie mehrere offene Foren im örtlichen Amerikanischen Zentrum besucht hatte. Sie nahm sich Aung San Suu Kyi zum Vorbild, weil sie sich gegen die Tatmadaw aussprach. Sie lernte im Zentrum Englisch und arbeitete ehrenamtlich in einem Waisenhaus.
Sie wurde 2012 zum ersten Mal politisch aktiv, als sie den Weltfriedenstag mitorganisierte und ein Jugendforum in Kambodscha besuchte. Sie wurde die erste Frau die nationale Koordinatorin für den National Youth Congress wurde, und Präsidentin des Yangon Youth Network. 2014 beteiligte sie sich an der Organisation des ASEAN Youth Forum und an den Feierlichkeiten zum International Youth Day, wobei der Schwerpunkt auf dem Bewusststein für mentale Gesundheit lag. Während dieser Zeit wurde sie häufig online belästigt und ihre Telefonnummer wurde auf pornografischen Seiten veröffentlicht. 2016 hörte sie auf, Jugendforen zu organisieren und begann, mit der NGO-Koalition Action Committee for Democracy Development zusammenzuarbeiten, wo sie Advocacy-Koalitionärin wurde.
2017 war sie Mitbegründerin und Moderatorin von Under 30 Dialogue, einem politischen Jugendfernsehprogramm auf Mizzima TV. Oft wurden sensible Themen wie der Völkermord an den Rohingya besprochen. Infolgedessen versuchte das Militär häufig, Journalisten daran zu hindern, sie zu interviewen. Nach den Wahlen im Jahr 2015 kam Suu Kyis Partei, die Nationale Liga für Demokratie (NLD), an die Macht. Im Mai 2018 wurden Thinzar Shunlei Yi und 16 weitere Aktivisten, darunter der Dichter Maung Saung Kha (မောင်ဆောင်းခ), wegen unrechtmäßigen Protests angeklagt, weil sie Solidaritätsproteste für Binnenvertriebene im Kachin-Staat und gegen den Völkermord an den Rohingya organisiert hatten. Nach einem zwei Jahre dauernden Prozess wurden sie im Juli 2020 verurteilt. Vor die Wahl gestellt, eine Geldstrafe von 5.000 Kyat zu zahlen oder eine Woche ins Gefängnis zu gehen, entschieden sich alle 17 Aktivisten für Ersteres. Thinzar Shunlei Yi war schwer desillusioniert von Suu Kyi, die sie als „Komplizin des Völkermords an den Rohingya“ („accomplice to the Rohingya genocide“) mit einem „Personenkult“ beschrieb, die nicht geeignet sei, eine jüngere Generation anzuführen.

„Aung San Suu Kyi ist eine Komplizin des Völkermords an den Rohingya, und ihr Einfluss im Land ist unvorstellbar groß. Sie ist mehr als eine nationale Führerin. Sie ist eher zu einer Göttin geworden. Wir brauchen eine neue Führung für die jüngere Generation.“

Vor den Wahlen im Jahr 2020 plante Thinzar Shunlei Yi, mit anderen Aktivisten eine neue politische Partei zu gründen, um die von Suu Kyi kontrollierte NLD und die Tatmadaw herauszufordern. Sie boykottierte die Wahl schließlich, weil es den Rohingya nicht erlaubt war, ihre Stimme abzugeben. Im April 2023 lagen ihre Pläne zur Gründung einer neuen Partei noch immer auf Eis.

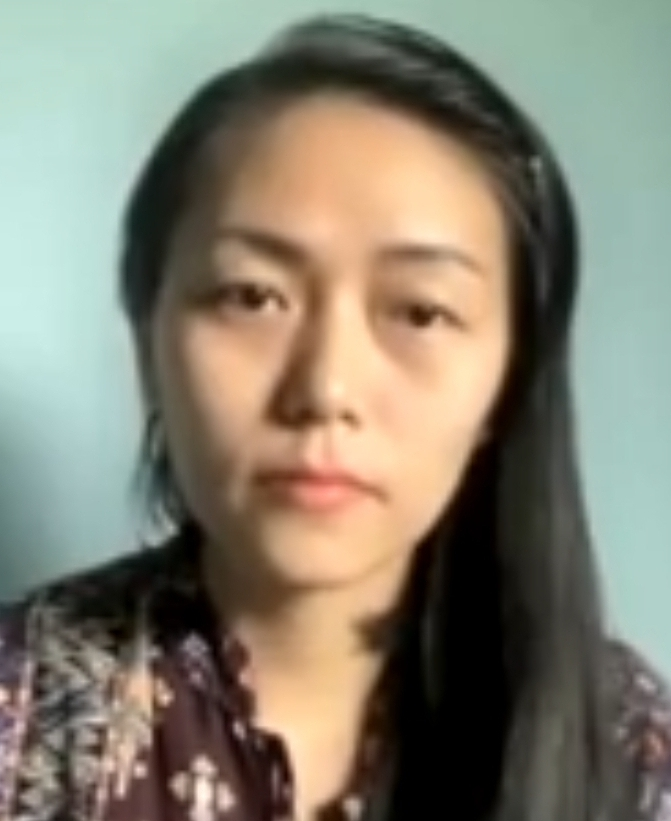
Thinzar Shunlei Yi in einem Onlineinterview 2021.

### Nach dem Putsch 2021
Am 1. Februar 2021 setzte General Min Aung Hlaing die demokratisch gewählte Suu Kyi durch einen Staatsstreich ab und setzte ein Militärregime ein, welches Mizzima TV kurz darauf die Lizenz entzog. Thinzar Shunlei Yi, die zu dieser Zeit im Haus ihrer Eltern in Yangon lebte, verließ das Haus sofort und tauchte unter, um einer Verhaftung zu entgehen. Im März oder am 20. April wurde ein Haftbefehl verkündet. In diesem Zeitraum nahm sie an mehreren Protestaktionen (Spring Revolution, နွေဦးတော်လှန်ရေး) teil und organisierte diese, und führte auch den Marsch zur Sule-Pagode. Inter Press Service beschrieb sie als eine „Hauptorganisatorin“ der Zivilen Widerstandsbewegung. Häufiges Doxing durch pro-Junta-Accounts stellte ein erhebliches Sicherheitsrisiko dar, weshalb sie in der Region Yangon häufig ihr Versteck wechselte. Ihren Angaben zufolge wurden etwa dreißig ihrer Freunde festgenommen und alle in der Haft körperlich oder sexuell misshandelt.  Mitte März floh sie aus Yangon, um ihre Familie nicht zu gefährden, suchte Zuflucht im dichten Dschungel Burmas, schloss sich einer Rebellengruppe an und wurde im Umgang mit Schusswaffen ausgebildet. Nach einem Monat Training, entschied sie, dass sie nicht töten wollte und verließ die Gruppe. Im Mai sagte sie per Videolink vor dem Sonderausschuss für auswärtige Angelegenheiten (Foreign Affairs Select Committee) des britischen House of Commons über den Zustand Myanmars unter der Militärjunta aus. Im Juni 2021 sagte sie den Nachrichtenmedien, sie befinde sich in der Nähe einer Grenze, weigerte sich jedoch, anzugeben, um welche Grenze es sich handelte. Kurz darauf floh sie ins benachbarte Thailand.
Aus Sicherheitsgründen weigerte sie sich im Januar 2022, ihren genauen Aufenthaltsort preiszugeben. Sie verfasst häufig Beiträge für westliche Nachrichtensender wie CNN und The Australian, und veröffentlichte 2022 gemeinsam mit einem französischen Journalisten eine Autobiografie. 2021 kündigte Thinzar Shunlei Yi die Gründung der Kampagne #Sisters2Sisters an, die das Bewusstsein für sexuelle Gewalt durch die Militärjunta schärfen soll, indem sie ein gestelltes Foto von sich mit blauen Flecken veröffentlichte. Sie forderte die Teilnehmer der Kampagne auf, „aus Solidarität mit den Frauen in den Verhörzentren Folterfotos zu inszenieren“ („stage torture photos in solidarity with women in interrogation centers“). 2023  analysierte #Sisters2Sisters in Zusammenarbeit mit Myanmar Witness über eine Million Posts von 100 regimefreundlichen und -feindlichen Telegram-Konten und entdeckte, dass die beleidigende Sprache gegen Frauen nach dem Staatsstreich 2021 um das Achtfache zugenommen hat.

## Ehrungen

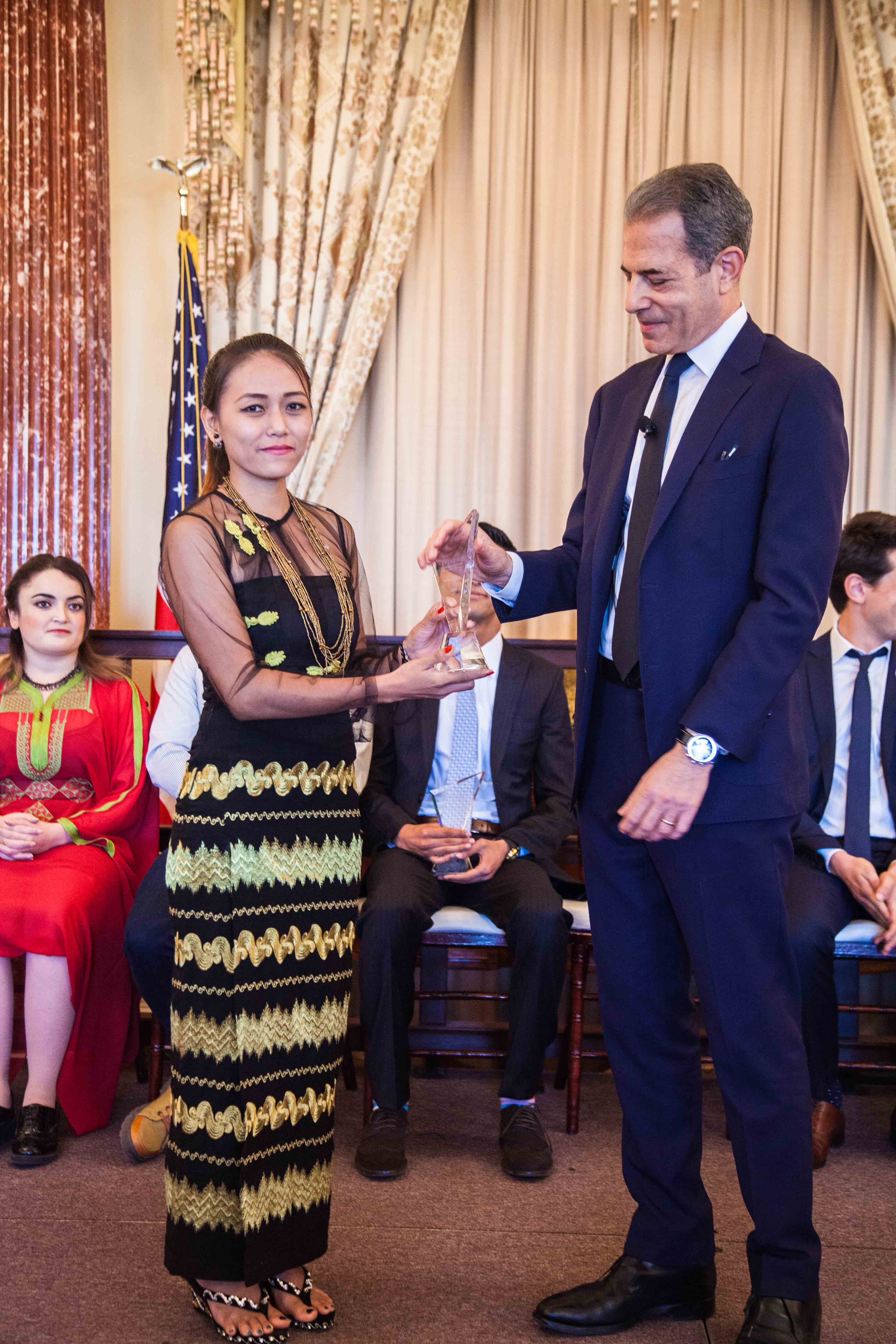
Thinzar Shunlei Yi mit dem amerikanischen Staatssekretär im Außenministerium Richard Stengel bei der Verleihung des Emerging Young Leaders Award 2016.

Im Jahr 2016 wurde Thinzar Shunlei Yi mit einem von zehn Emerging Young Leader Awards des US-Außenministeriums für ihre Organisation des ASEAN Youth Forum und der Feierlichkeiten zum Internationalen Jugendtag sowie für ihren Einsatz für psychische Gesundheit.  Drei Jahre später gewann sie in der Kategorie Medien & Kommunikation die Women of the Future Awards Southeast Asia. Im selben Jahr wurde sie eine der ersten Leiterinnen der Obama Foundation für den Asien-Pazifik-Raum. Nach dem Putsch erhielt sie den Magnitsky Human Rights Award für herausragende junge Aktivistinnen für ihren Einsatz für Binnenvertriebene im Kachin-Staat, ihre Organisation von Friedensmärschen am Internationalen Tag des Friedens und ihre Initiierung der Kampagne #Sisters2Sisters.